# Quân khu Nam Kinh
Quân khu Nam Kinh (giản thể: 南京军区; phồn thể: 南京軍區; bính âm: nánjīng jūnqū) là một trong bảy đại quân khu của Quân Giải phóng Nhân dân Trung Quốc. Thẩm quyền của quân khu này bao gồm tất cả quân đội cảnh sát vũ trang ở An Huy, Giang Tô, Chiết Giang, Giang Tây, Phúc Kiến, và Thượng Hải. Ngoài ra, vì Cộng hòa Nhân dân Trung Hoa không cộng nhận tính hợp pháp của chính quyền Trung Hoa Dân Quốc tại Đài Loan nên về lý thuyết quân khu này bao gồm cả Tỉnh Đài Loan.

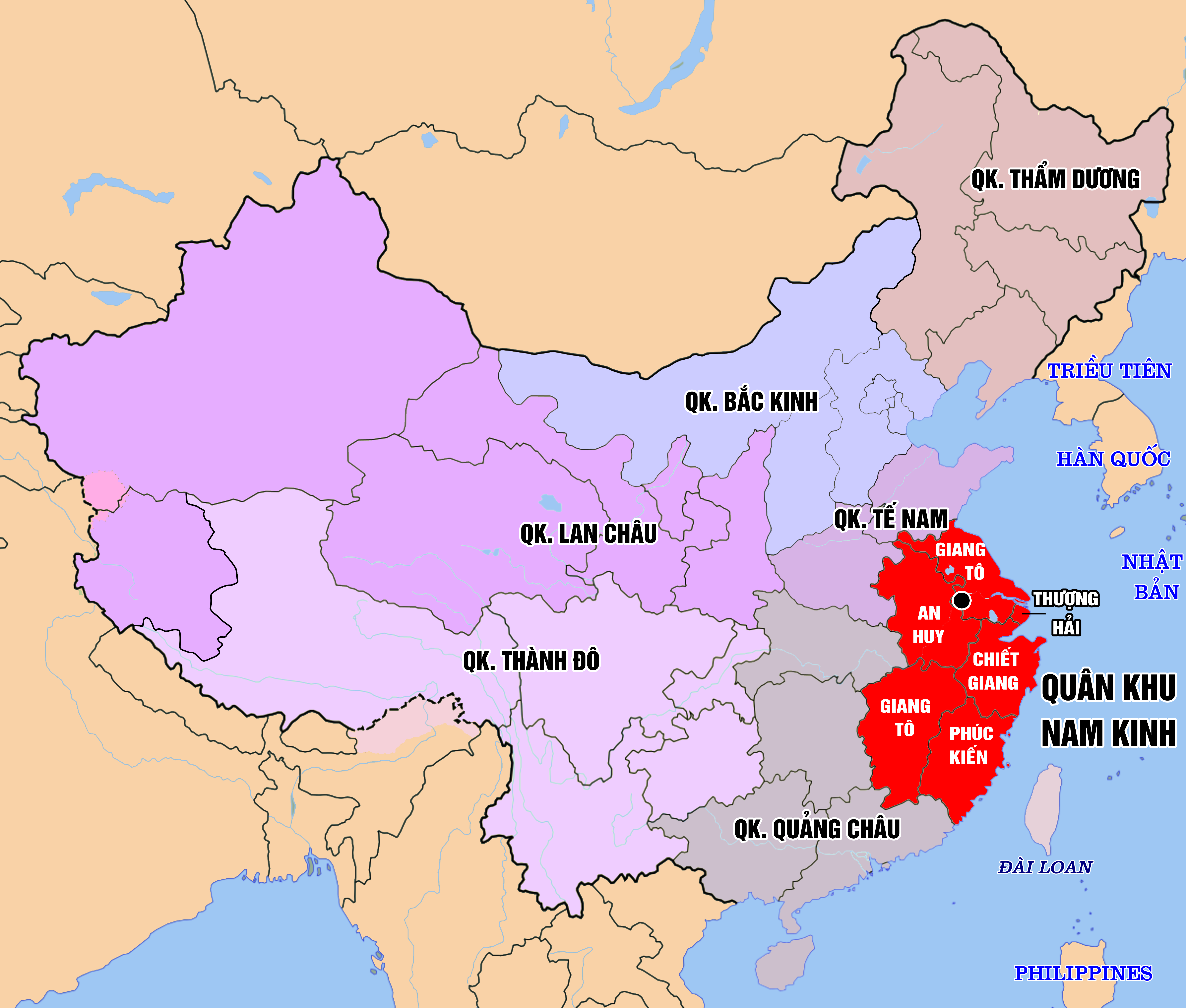
Quân khu Nam Kinh

Viện Nghiên cứu Chiến lược Quốc tế cho biết quân khu này có 250.000 người, ba quân chủng, hai sư đoàn xe bọc thép, một sư đoàn cơ binh, ba sư đoàn cơ giới bộ binh, pháo binh. Ngoài ra còn có một lữ đoàn thiết giáp, bốn lữ bộ binh cơ giới, hai lữ đoàn pháo binh, ba lữ đoàn phòng không, cộng với một trung đoàn chống tăng.
Tổng hành dinh của Hạm đội Đông Hải nằm trong khu vực, tại Ninh Ba.

## Lãnh đạo qua các thời kỳ
| Tư lệnh - Trần Nghị (1/1947—3/1955, Tư lệnh Quân khu Hoa Đông, kiêm nhiệm) - Hứa Thế Hữu (3/1955—12/1973) - Đinh Thịnh (12/1973—3/1977) - Nhiếp Phượng Trí (4/1977—10/1982) - Hướng Thủ Chí (10/1982—4/1990) - Cố Huy (4/1990—1/1996) - Trần Bỉnh Đức (1/1996—12/1999) - Lương Quang Liệt (12/1999—10/2002) - Chu Văn Tuyền (10/2002—6/2007) - Triệu Khắc Thạch (6/2007—10/2012) - Thái Anh Đĩnh (10/2012—1/2016) | Chính ủy - Nhiêu Sấu Thạch (1/1947—8/1953, Chính ủy Quân khu Hoa Đông, kiêm nhiệm) - Đường Lượng (3/1955—9/1958, Chính ủy; 9/1958—12/1963, Chính ủy thứ hai) - Kha Khánh Thi (11/1958—4/1965, Chính ủy thứ nhất, kiêm nhiệm) - Tiêu Vọng Đông (3/1961—12/1963, Chính ủy thứ tư; 12/1963—6/1965, Chính ủy thứ hai) - Giang Vị Thanh (9/1958—4/1967, Chính ủy thứ ba) - Giang Hoa (9/1962—4/1967, Chính ủy thứ năm) - Lý Bảo Hoa (9/1962—4/1967, Chính ủy thứ sáu) - Đỗ Bình (3/1963—11/1974, Chính ủy thứ bảy; 8/1977—10/1982, Chính ủy) - Trương Xuân Kiều (5/1967—10/1976, Chính ủy thứ nhất, kiêm nhiệm) - Liệu Hán Sinh (2/1975—9/1977, Chính ủy; 9/1977—1/1980, Chính ủy thứ nhất) - Bành Trùng (11/1974—6/1980, Chính ủy thứ hai, kiêm nhiệm) - Quách Lâm Tường (1/1980—10/1982, Chính ủy thứ nhất; 10/1982—6/1985, Chính ủy) - Phó Khuê Thanh (6/1985—4/1990) - Sử Ngọc Hiếu (4/1990—11/1992) - Lưu An Nguyên (11/1992—12/1993) - Phương Tổ Kỳ (12/1993—12/2000) - Lôi Minh Cầu (12/2000—9/2007) - Trần Quốc Lệnh (9/2007—10/2012) - Trịnh Vệ Bình (10/2012—1/2016) |